# ジェイドロバリー
ジェイドロバリーとはアメリカ合衆国生産、フランス調教の競走馬である。競走馬としてグラン・クリテリウム（フランスG1）を制し、引退後に日本の社台グループによって種牡馬として購入された。馬名の意味は「翡翠泥棒」。

## 経歴
父は世界的大種牡馬ミスタープロスペクター。母ナンバーはアメリカで重賞2勝を挙げ、その半兄にヌレイエフがおり、ほかの近親にもサドラーズウェルズ、フェアリーキングなどが名を連ねる。この血統背景から、1歳時に出品されたセールで80万ドルという高額で購買された。
1989年にドーヴィル競馬場のリステッド競走でデビューし2着。続く2戦目で初勝利を挙げた。初重賞挑戦のロンシャン競馬場で行われたロシェット賞では2着に敗れたが、続くグランクリテリウムで重賞初勝利とともにG1初勝利を挙げた。その後重賞を3戦して勝ち星を挙げることができず、ジャンプラ賞で5着に敗れたのを最後に3歳春で早々に引退した。

## 種牡馬成績
1994年に初年度産駒がデビューし、初年度からタイキシャーロック、テセウスフリーゼなどダート重賞を中心に活躍馬を輩出した。産駒のダートでの強さは特筆すべきもので、1997年から1999年まではサンデーサイレンス、ブライアンズタイムといった種牡馬を抑え、3年連続でダートサイアーランキングの1位を獲得している。
芝で活躍する産駒もおり、阪神3歳牝馬ステークスを制したヤマカツスズランを筆頭に複数の重賞勝ち馬がいる。産駒の勝ち上がり率も高く、リーディングサイアーランキングでも常に上位につけた。2001年からはリースでオーストラリアやアラブ首長国連邦などでも種付けを行っていたが、2004年に疝痛のため17歳で死亡した。その後、2006年秋にイタリアの2歳G1競走グランクリテリウムでアイルランド産の産駒カークレスが優勝している。

### グレード制重賞優勝馬
太字はGI競走。競走名の前の国旗は開催国 (日本以外の場合に明記)
- 1992年産
  - タイキシャーロック（マイルチャンピオンシップ南部杯、浦和記念、エルムステークス）[3]
  - テセウスフリーゼ（アンタレスステークス、さきたま杯、黒船賞）[4]
  - イブキインターハイ（京都4歳特別）[5]
  - ネーハイジャパン（京都大障害・春、東京障害特別・秋）[6]
- 1993年産
  - テンパイ（プロキオンステークス）[7]
  - ロバリーハート（群馬記念、他地方重賞6勝）[8]
  - ファンドリロバリー（阪神スプリングジャンプ）[9]
- 1994年産
  - オースミジェット（平安ステークス2勝、名古屋大賞典2勝、アンタレスステークス、マーキュリーカップ2勝）[10]
- 1997年産
  - ヤマカツスズラン（阪神3歳牝馬ステークス、クイーンステークス、マーメイドステークス、全日本サラブレッドカップ）[11]
  - ルネッサンス（ラジオたんぱ賞）[12]
- 1998年産
  - リキセレナード（小倉3歳ステークス）[13]
- 2002年産
  - ピカレスクコート（ダービー卿チャレンジトロフィー）[14]
- 2005年産
  - キクノサリーレ（武蔵野ステークス）[15]

### 地方重賞優勝馬
- 1992年産
  - ノムラテンカムテキ（しらさぎ賞）[16]
  - ナイキグレース（桜花賞）[17]
  - ヤマニホルダー（新春ジュニア）[18]
- 1993年産
  - ナイキジャガー（羽田盃、黒潮盃、京浜盃）[19]
  - ダイタクカミカゼ（高知県知事賞）[20]
- 1995年産
  - ダイアモンドコア（東京3歳優駿牝馬、桜花賞）[21]
  - マルカバリー（オータムカップ）[22]
  - カイヨウジパング（黒潮皐月賞、黒潮ダービー、RKC杯、黒潮菊花賞）[23]
- 1996年産
  - タワリングドリーム（開設記念、坂東太郎賞）[24]
- 1997年産
  - ナイキゴールド（白銀争覇、マーチカップ）[25]
  - オーミヤボレロ（吉野ヶ里記念）[26]
  - ハクシュカッサイ（吉野ヶ里記念、九州記念2回、九州大賞典2回）[27]
- 1998年産
  - ジョウテンペガサス（百万石賞、スプリンターズカップ）[28]
- 1999年産
  - バックギアー（ブルーバードカップ、若潮盃）[29]
  - ハイフレンドトーレ（ビューチフルドリーマーカップ）[30]
- 2000年産
  - シャコーオープン（船橋記念、東京記念）[31]
  - ウィンブロー（クラウンカップ）[32]
- 2002年産
  - ゴッドセンド（星雲賞、高知県知事賞、赤レンガ記念）[33]
- 2003年産
  - オウシュウクラウン（UAE産、不来方賞、ダイヤモンドカップ、阿久利黒賞、桐花賞）
  - ダガーズアラベスク（UAE産、ローレル賞、東京2歳優駿牝馬）[34]
- 2005年産
  - ジェイドファスト（ブリーダーズゴールドジュニアカップ）[35]

### 日本国外調教馬
- 2001年産
  - Valkyrie Diva（ MVRCテシオステークス）[36]
  - Phantom Thief（ タスマニアンダービー）[37]
- 2004年産
  - Kirkless（ グランクリテリウム）[38]

### 母の父としての主な産駒
- 2001年産
  - トーセンブライト（父ブライアンズタイム、母アサヒブライト）：兵庫ゴールドトロフィー2回、サラブレッドチャレンジカップ、黒船賞[39]
  - フミノトキメキ（父ダンスインザダーク、母ピカレスクノベル）：小倉サマージャンプ[40]
- 2002年産
  - メイショウトウコン（父マヤノトップガン、母ルナースフィア）：東海ステークス、ブリーダーズゴールドカップ、平安ステークス、エルムステークス、名古屋大賞典[41]
  - キングジョイ（父マーベラスサンデー、母プリンセスエイブル）：中山大障害2回、京都ハイジャンプ、京都ジャンプステークス[42]
- 2003年産
  - アドマイヤキッス（父サンデーサイレンス、母キッスパシオン）：ローズステークス、チューリップ賞、京都牝馬ステークス、愛知杯[43]
  - サンダルフォン（父サクラバクシンオー、母コウユーラヴ）：北九州記念[44]
- 2004年産
  - イコピコ（父マンハッタンカフェ、母ガンダーラプソディ）：神戸新聞杯[45]
- 2006年産
  - グロリアスノア（父プリサイスエンド、母ラヴロバリー）：根岸ステークス、武蔵野ステークス[46]
- 2008年産
  - パッションダンス（父ディープインパクト、母キッスパシオン）：新潟大賞典2回、新潟記念[47]
  - Gwangyajeil  (광야제일) （父Vicar、母Hurricane Havoc）： コリアンダービー[48]
- 2010年産
  - クリノスターオー（父アドマイヤボス、母マヤノスターライト）：平安ステークス、シリウスステークス、アンタレスステークス[49]
- 2012年産
  - タマノブリュネット（父ディープスカイ、母カフェピノコ）：レディスプレリュード[50]
- 2013年産
  - トウショウドラフタ（父アンライバルド、母ウイッチトウショウ）：ファルコンステークス[51]

## 血統表
| ジェイドロバリーの血統（ミスタープロスペクター系／Native Dancer 3×5=15.63%、Nasrullah 4×5=9.38%、Nearco 5×5=6.25%） | ジェイドロバリーの血統（ミスタープロスペクター系／Native Dancer 3×5=15.63%、Nasrullah 4×5=9.38%、Nearco 5×5=6.25%） | ジェイドロバリーの血統（ミスタープロスペクター系／Native Dancer 3×5=15.63%、Nasrullah 4×5=9.38%、Nearco 5×5=6.25%） | （血統表の出典）    | （血統表の出典） |
| 父 Mr. Prospector 1970 鹿毛                                                                                         | 父の父Raise a Native 1961 栗毛                                                                                      | Native Dancer | Polynesian          | Polynesian       |
| 父 Mr. Prospector 1970 鹿毛                                                                                         | 父の父Raise a Native 1961 栗毛                                                                                      | Native Dancer | Geisha              |                  |
| 父 Mr. Prospector 1970 鹿毛                                                                                         | 父の父Raise a Native 1961 栗毛                                                                                      | Raise You | Case Ace            | Case Ace         |
| 父 Mr. Prospector 1970 鹿毛                                                                                         | 父の父Raise a Native 1961 栗毛                                                                                      | Raise You | Lady Glory          |                  |
| 父 Mr. Prospector 1970 鹿毛                                                                                         | 父の母Gold Digger 1962 鹿毛                                                                                         | Nashua | Nasrullah           | Nasrullah        |
| 父 Mr. Prospector 1970 鹿毛                                                                                         | 父の母Gold Digger 1962 鹿毛                                                                                         | Nashua | Segula              |                  |
| 父 Mr. Prospector 1970 鹿毛                                                                                         | 父の母Gold Digger 1962 鹿毛                                                                                         | Sequence | Count Fleet         | Count Fleet      |
| 父 Mr. Prospector 1970 鹿毛                                                                                         | 父の母Gold Digger 1962 鹿毛                                                                                         | Sequence | Miss Dogwood        |                  |
| 母 Number 1979 鹿毛                                                                                                 | 母の父Nijinsky 1967 鹿毛                                                                                            | Northern Dancer | Nearctic            | Nearctic         |
| 母 Number 1979 鹿毛                                                                                                 | 母の父Nijinsky 1967 鹿毛                                                                                            | Northern Dancer | Natalma             |                  |
| 母 Number 1979 鹿毛                                                                                                 | 母の父Nijinsky 1967 鹿毛                                                                                            | Flaming Page | Bull Page           | Bull Page        |
| 母 Number 1979 鹿毛                                                                                                 | 母の父Nijinsky 1967 鹿毛                                                                                            | Flaming Page | Flaring Top         |                  |
| 母 Number 1979 鹿毛                                                                                                 | 母の母Special 1969 鹿毛                                                                                             | Forli | Aristophanes        | Aristophanes     |
| 母 Number 1979 鹿毛                                                                                                 | 母の母Special 1969 鹿毛                                                                                             | Forli | Trevisa             |                  |
| 母 Number 1979 鹿毛                                                                                                 | 母の母Special 1969 鹿毛                                                                                             | Thong | Nantallah           | Nantallah        |
| 母 Number 1979 鹿毛                                                                                                 | 母の母Special 1969 鹿毛                                                                                             | Thong | Rough Shod F-No.5-h |                  |

近親には種牡馬として大成功したサドラーズウェルズやフェアリーキング、ヌレイエフなどが名を連ねる世界的な良血馬である。